# Чемпионат Европы по спортивной гимнастике 2004 (женщины)
Чемпионат Европы по спортивной гимнастике 2004 года среди женщин прошёл 29 апреля — 2 мая в Амстердаме (Нидерланды).

## Общий медальный зачёт
| Место | Страна         | Золото | Серебро | Бронза | Всего |
| ----- | -------------- | ------ | ------- | ------ | ----- |
| 1     | Румыния        | 4      | 2       | 0      | 6     |
| 2     | Россия         | 1      | 2       | 3      | 6     |
| 3     | Украина        | 1      | 1       | 1      | 3     |
| 4     | Испания        | 0      | 1       | 0      | 1     |
| 4     | Великобритания | 0      | 1       | 0      | 1     |
| 5     | Италия         | 0      | 0       | 1      | 1     |

## Медалисты

### Командное первенство
| Место | Страна  | Спортсмены                                                                            | Баллы   |
| ----- | ------- | ------------------------------------------------------------------------------------- | ------- |
| 1     | Румыния | Даниэла Софроние Кэтэлина Понор Моника Рошу Александра Эремия Сильвия Строэску        | 112.772 |
| 2     | Украина | Алина Козич Ирина Яроцкая Ирина Краснянска Ольга Щербатых Алёна Кваша                 | 111.247 |
| 3     | Россия  | Светлана Хоркина Анна Павлова Полина Миллер Елена Замолодчикова Лейсира Габдрахманова | 110.423 |

### Абсолютное первенство
| Место | Спортсмен                  | Баллы  |
| ----- | -------------------------- | ------ |
| 1     | Украина Алина Козич        | 37.262 |
| 2     | Румыния Даниэла Софроние   | 37.224 |
| 3     | Россия Елена Замолодчикова | 37.149 |

### Опорный прыжок
| Место | Спортсмен                  | Баллы |
| ----- | -------------------------- | ----- |
| 1     | Румыния Моника Рошу        | 9.499 |
| 2     | Россия Анна Павлова        | 9.381 |
| 2     | Россия Елена Замолодчикова | 9.381 |

### Разновысокие брусья
| Место | Спортсмен                      | Баллы |
| ----- | ------------------------------ | ----- |
| 1     | Россия Светлана Хоркина        | 9.662 |
| 2     | Великобритания Элизабет Твиддл | 9.587 |
| 3     | Украина Ирина Краснинска       | 9.562 |

### Упражнения на бревне
| Место | Спортсмен                 | Баллы |
| ----- | ------------------------- | ----- |
| 1     | Румыния Кэтэлина Понор    | 9.725 |
| 2     | Румыния Александра Эремия | 9.575 |
| 3     | Россия Светлана Хоркина   | 9.325 |

### Вольные упражнения
| Место | Спортсмен                   | Баллы |
| ----- | --------------------------- | ----- |
| 1     | Румыния Кэтэлина Понор      | 9.637 |
| 2     | Испания Елена Гомес         | 9.575 |
| 3     | Италия Мария Тереза Гаргано | 9.350 |